# Copa de Pilotos Privados (Turismo Competición 2000)
La Copa de Pilotos Privados (anteriormente denominada Clase Light y Copa TC 2000) fue un torneo interno dentro del campeonato de Turismo Competición 2000. Este torneo estaba enfocado en los pilotos de equipos particulares.

## Historia

#### TC 2000 Light y Copa TC 2000
Con la implementación para la temporada 1997 de un nuevo reglamento para la categoría TC 2000, por la cual las especificaciones técnicas de los vehículos requerían la incorporación de modelos de producción para el segmento C, con motores de 2000 cm³ y 16 válvulas, la categoría experimentó un avance tecnológico de importancia. Sin embargo, este avance jugó en contra de aquellos pilotos que sin contar con apoyo oficial de las terminales, debían lidiar con sus propios presupuestos para poder participar de cada competencia, además de contar en su mayoría con automóviles de la primera generación, con motores de entre 1.8 y 2.0 cm³ de 8 válvulas.
De esta forma, TC 2000 crea la categoría TC 2000 Light, con el fin de alentar a aquellos pilotos preparadores de bajos recursos, a que se presenten a competir con las unidades que tuvieran a su alcance. El primer campeonato, abrió el fuego en el año 1997, coronándose como campeón el piloto Claudio Alonso a bordo de un Volkswagen Pointer.
El campeonato continuó en 1998, recibiendo el nombre de Copa TC 2000 para pilotos particulares. En esta oportunidad, su campeón fue el piloto Nelson García, a bordo de un Ford Escort Ghía. En 1999 se correría la última edición de la Copa TC 2000 utilizando automóviles con motores de 8 válvulas, debido a la reglamentación para el año 2000 de los automóviles de 16 válvulas para todas las divisiones del TC 2000. Claudio Alonso volvería a llevarse el campeonato de particulares en 1999 a bordo de su Volkswagen Pointer, mientras que el primer campeón de la nueva generación de la Copa TC 2000 de la temporada 2000, fue el piloto Fabián Flaqué con un Ford Escort Zetec. En el año 2001, el campeón de este torneo fue el piloto Oscar Fineschi, al mando de un Honda Civic, sin embargo este sería el último torneo de particulares realizado por el TC 2000, siendo suspendida su implementación hasta el año 2009.

### Copa de Pilotos Privados

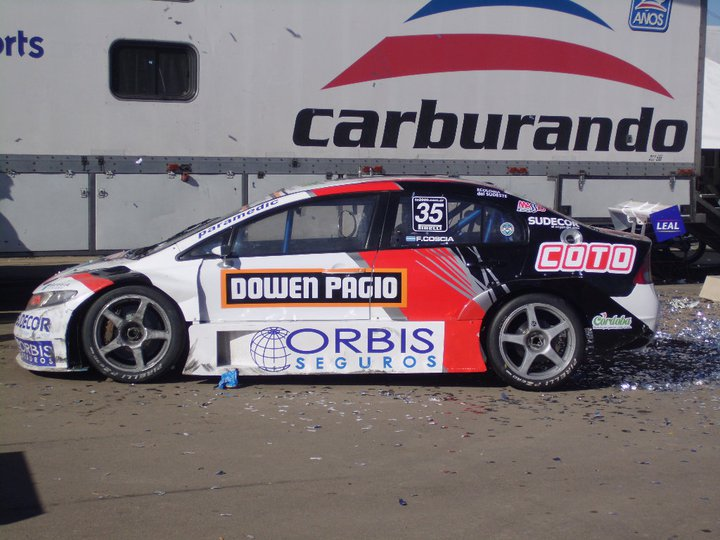
Unidad Honda New Civic del último campeón del TC 2000 de Particulares, Franco Coscia.

El Campeonato TC 2000 de Pilotos Privados, fue reinstaurado por TC 2000 a partir de la temporada 2009, con el objetivo de premiar a aquellos pilotos que compitiesen de manera particular o con apoyo semioficial de las marcas a las que representaban y que cuyos esfuerzos no eran suficientes, frente a las grandes estructuras que dominaban la categoría. El torneo se desarrollaba en forma paralela al Campeonato Argentino de TC 2000 y para participar, los coches solo debían cumplir con la exigencia reglamentaria del Campeonato Argentino, junto con los cambios reglamentarios dispuestos para ese año, que incluían la implementación de motores genéricos para todas las marcas. 
El primer campeón de este petit certamen fue el piloto Emanuel Moriatis, quién se consagró en 2009 a bordo de un Toyota Corolla con apoyo semioficial. Al año siguiente, Fabián Yannantuoni obtuvo el título a bordo de un Peugeot 307 también con apoyo semioficial. En la temporada 2011, Franco Coscia se convirtió en el nuevo ganador de este certamen al comando de un Honda New Civic de la Escudería Río de la Plata, que también recibiera apoyo semioficial de parte de la filial nacional de Honda. 
Con el campeonato ganado por Coscia, las escuadras semioficiales se llevaron las tres ediciones de este certamen, mientras que los equipos no oficiales no consiguieron llevarse ningún torneo.

## Campeones
| Año                      | Piloto             | Auto               | Equipo                    |
| Clase Light              | Clase Light        | Clase Light        | Clase Light               |
| ------------------------ | ------------------ | ------------------ | ------------------------- |
| 1997                     | Claudio Alonso     | Volkswagen Pointer | Alonso Competición        |
| Copa TC 2000             |                    |                    |                           |
| 1998                     | Nelson García      | Ford Escort IV     | Bessone Competición       |
| 1999                     | Claudio Alonso     | Volkswagen Pointer | Alonso Competición        |
| 2000                     | Fabián Flaqué      | Chrysler Neon I    | Bessone Competición       |
| 2000                     | Fabián Flaqué      | Ford Escort VI     | Belloso Competición       |
| 2001                     | Oscar Fineschi     | Honda Civic VI     | Team Pro Racing           |
| Copa de Pilotos Privados |                    |                    |                           |
| 2009                     | Emanuel Moriatis   | Toyota Corolla X   | Basalto TTA               |
| 2010                     | Fabián Yannantuoni | Peugeot 307        | Vittal DTA Team           |
| 2011                     | Franco Coscia      | Honda Civic VIII   | Escudería Río de la Plata |